# Zbyněk
Zbyněk ist als eine Verkleinerungsform von Zbygněv (Zbyhněv) ein eigenständiger tschechischer männlicher Vorname.

## Namensträger
- Zbyněk Brynych (1927–1995), tschechischer Filmregisseur
- Zbyněk Busta (* 1967), tschechischer Fußballspieler und -trainer
- Zbynek Cerven (* 1963), tschechischer Fernsehregisseur
- Zbyněk Fišer (Egon Bondy; 1930–2007), tschechischer Dichter und Philosoph
- Zbyněk Hejda (1930–2013), tschechischer Historiker, Verlagsredakteur, Übersetzer und Dichter
- Zbyněk Hotový (1953–2019), tschechischer Fußballspieler
- Zbyněk Hráček (* 1970), tschechischer Schach-Großmeister
- Zbyněk Hubač (* 1940), tschechoslowakischer Skispringer
- Zbyněk Irgl (* 1980), tschechischer Eishockeyspieler
- Zbyněk Krompolc (* 1978), tschechischer Skispringer
- Zbyněk Michálek (* 1982), tschechischer Eishockeyspieler
- Zbyněk Pospěch (* 1982), tschechischer Fußballspieler
- Zbyněk Schwarz (* 1951), tschechischer Badmintonspieler
- Zbyněk Vostřák (1920–1985), tschechischer Komponist